# José Luis Violeta
José Luis Violeta, né le 25 février 1941 à Saragosse en Espagne et mort le 5 mai 2022 dans la même ville, est un footballeur international espagnol. Il dispute l'intégralité de sa carrière professionnelle, qui s'étend de 1963 à 1977, au Real Saragosse.

## Biographie

### Carrière de joueur

#### En club
Né le 25 février 1941 à Saragosse, José Luis Violeta s'initie au football à l'Acción Católica de los Padres Capuchinos. Ayant alors pour modèle José Luis García Traid, il arrête à 14 ans car il entame un apprentissage du métier de tourneur mécanicien et travaille dans un magasin de vélos,. L'argent qu'il gagne lui permet de pratiquer le cyclisme qu'il arrête à la suite d'une bronchopneumonie. À 18 ans, il intègre l'équipe amateure du Real Saragosse. Hormis un prêt au CF Calvo Sotelo que Violeta est contraint d'accepter sur injonction du président Waldo Marco et où il évolue en Tercera División, il ne quitte pas le Real Saragosse avec lequel il devient professionnel et il y joue jusqu'en 1977. Invité à participer aux entraînements de l'équipe première par l'entraîneur César Rodríguez, Violeta dispute son premier match de Primera División lors de la saison 1963-1964 le 15 septembre 1963 sur le terrain du Pontevedra CF sous la direction d'Antoni Ramallets. L'entraîneur Roque Olsen lui permet d'obtenir le capitanat du club aragonais. Le Real Saragosse est relégué en Segunda División au terme de la saison 1976-1977. Touché émotionnellement par cette relégation, Violeta décide alors d'arrêter sa carrière. Il annonce en 2021 que le conseil d'administration du club l'a poussé à prendre sa retraite de joueur.
Il est surnommé El León de Torrero, en rapport avec le quartier de Saragosse du même nom ainsi que pour ses capacités physiques. Il dispute un total de 471 ou 473 rencontres avec le Real Saragosse selon les sources, lui permettant d'être soit le footballeur ayant disputé le plus de matchs officiels du club à égalité avec Xavier Aguado ou à la deuxième place,,,,. Il côtoie au sein du club deux générations différentes dans sa carrière, los Magníficos dans les années 1960 où il est milieu de terrain, puis los Zaraguayos dans les années 1970 avec lesquels il joue en défense,. Entre ces deux périodes, le club aragonais est en perte de vitesse. Violeta est alors sollicité pour rejoindre le Real Madrid, ce qu'il refuse.

#### En sélection
La première sélection en équipe nationale de José Luis Violeta a lieu lors d'un match amical le 23 juin 1966 contre l'Uruguay qui se solde par un match nul 1-1. Sa dernière sélection se déroule le 2 mai 1973 contre les Pays-Bas, un match remporté 3-2 par les Néerlandais. Ses 14 sélections en équipe nationale se soldent par sept victoires, quatre nuls, trois défaites et un but inscrit. Il marque son seul et unique but en équipe nationale le 9 mai 1971, contre Chypre, lors des éliminatoires de l'Euro 1972. L'Espagne s'impose 0-2 à Nicosie.
En sélection, il rencontre le gardien de l'Athletic Bilbao, José Ángel Iribar, qui devient son ami. Ils ont en commun de n'avoir effectué leur carrière professionnelle que dans un seul et même club.

### Vie personnelle
Marié à Adela, José Luis Violeta a deux enfants ainsi que cinq petits-enfants.

### Mort
Atteint d'un cancer, José Luis Violeta meurt le 5 mai 2022 à Saragosse,.

## Palmarès et statistiques

### Palmarès
José Luis Violeta remporte avec le Real Saragosse la Coupe d'Espagne en 1966. Il en est finaliste en 1965. Il est également finaliste de la Coupe des villes de foires 1966 et vice-champion d'Espagne en 1974-1975.
Violeta est également crédité des victoires lors de la Coupe d'Espagne 1964 et de la Coupe des villes de foires 1964 ainsi que de la finale perdue de la Coupe d'Espagne 1976, des rencontres disputées sans lui par le Real Saragosse.

### Statistiques
Le tableau ci-dessous résume les statistiques en match officiel de José Luis Violeta durant sa carrière de joueur professionnel,.
| Saison                | Club                  | Championnat           | Championnat | Championnat | Coupe(s) nationale(s) | Coupe(s) nationale(s) | Compétition(s) continentale(s) | Compétition(s) continentale(s) | Compétition(s) continentale(s) | Espagne | Espagne | Total | Total |
| Saison                | Club                  | Division              | M.          | B.          | M.                    | B.                    | Comp.                          | M.                             | B.                             | M.      | B.      | M.    | B.    |
| 1963-1964             | Real Saragosse        | Primera División      | 16          | 3           | 2                     | 0                     | C3                             | 4                              | 0                              | -       | -       | 22    | 3     |
| 1964-1965             | Real Saragosse        | Primera División      | 16          | 1           | 9                     | 1                     | C2                             | 6                              | 0                              | -       | -       | 31    | 2     |
| 1965-1966             | Real Saragosse        | Primera División      | 27          | 5           | 7                     | 0                     | C3                             | 12                             | 0                              | 1       | 0       | 47    | 5     |
| 1966-1967             | Real Saragosse        | Primera División      | 30          | 1           | 3                     | 0                     | C2                             | 6                              | 0                              | 4       | 0       | 43    | 1     |
| 1967-1968             | Real Saragosse        | Primera División      | 20          | 0           | 3                     | 0                     | C3                             | 4                              | 0                              | -       | -       | 27    | 0     |
| 1968-1969             | Real Saragosse        | Primera División      | 29          | 1           | 2                     | 0                     | C3                             | 6                              | 0                              | -       | -       | 37    | 1     |
| 1969-1970             | Real Saragosse        | Primera División      | 30          | 1           | 8                     | 0                     | -                              | -                              | -                              | 3       | 0       | 41    | 1     |
| 1970-1971             | Real Saragosse        | Primera División      | 29          | 1           | 4                     | 0                     | -                              | -                              | -                              | 3       | 1       | 36    | 2     |
| 1971-1972             | Real Saragosse        | Segunda División      | 38          | 2           | 4                     | 0                     | -                              | -                              | -                              | -       | -       | 42    | 2     |
| 1972-1973             | Real Saragosse        | Primera División      | 32          | 1           | 2                     | 0                     | -                              | -                              | -                              | 3       | 0       | 37    | 1     |
| 1973-1974             | Real Saragosse        | Primera División      | 34          | 1           | 4                     | 0                     | -                              | -                              | -                              | -       | -       | 38    | 1     |
| 1974-1975             | Real Saragosse        | Primera División      | 26          | 2           | 1                     | 0                     | C3                             | 6                              | 1                              | -       | -       | 33    | 3     |
| 1975-1976             | Real Saragosse        | Primera División      | 16          | 0           | 8                     | 0                     | C3                             | 1                              | 0                              | -       | -       | 25    | 0     |
| 1976-1977             | Real Saragosse        | Primera División      | 22          | 0           | 6                     | 0                     | -                              | -                              | -                              | -       | -       | 28    | 0     |
| Total sur la carrière | Total sur la carrière | Total sur la carrière | 365         | 19          | 63                    | 1                     | -                              | 45                             | 1                              | 14      | 1       | 487   | 22    |